# Pauline Davis-Thompson
Pauline Elaine Davis-Thompson (Sinh ngày 9 tháng 7 năm 1966) là một vận động viên điền kinh chạy nước rút người Bahamas. Cô đã thi đấu ở năm kỳ Thế vận hội, một điều hiếm hoi cho một vận động viên điền kinh. Cô đã giành huy chương đầu tiên tại Thế vận hội thứ tư tham dự và huy chương vàng đầu tiên tại Thế vận hội thứ năm tham dự (Thế vận hội mùa hè 2000) ở tuổi 34 trong nội dung 4 × 100 mét tiếp sức và sau Marion Jones "bị truất quyền thi đấu" vào chín năm sau đó, trong nội dung 200m.

## Sự nghiệp
Năm 1984, cô được trao giải Austin Sealy Trophy cho vận động viên xuất sắc nhất của CARIFTA Games 1984.
Thành công lớn đầu tiên của cô là vào năm 1989 khi cô trở thành nhà vô địch quốc gia NCAA trong nội dung 200 mét khi lập kỷ lục quốc gia lúc đó là thành viên của đội Alabama Crimson Tide thuộc Đại học Alabama. Sau đó, vào năm 1995, cô giành huy chương bạc nội dung 200 mét tại Giải vô địch trong nhà IAAF thế giới và giành được một huy chương bạc nữa, lần này ở nội dung 400 mét, tại Giải vô địch Điền kinh Thế giới IAAF 1995.
Cô thi đấu tại Thế vận hội mùa hè 1996 vào năm sau và mặc dù cô đã bỏ lỡ một huy chương nội dung 400 m, cô đã giúp đội Bahamian giành huy chương bạc trong nội dung 4 x 100 mét tiếp sức. Cô có năm 1997 không thành công khi đã tham dự cả vòng chung kết nội dung 400 m và 100 m nhưng không giành được huy chương trong cả hai nội dung. Cô đã nhận được huy chương vàng vô địch thế giới đầu tiên hai năm sau đó, vào năm 1999, giúp đội tiếp sức Bahamas giành chiến thắng.
Cô giành được huy chương vàng ở cả nội dung 200 mét và tiếp sức 4 × 100 m tại Thế vận hội mùa hè 2000 ở Sydney. Cô đã kết thúc ở vị trí thứ hai trong nội dung 200 m chỉ thua sau Marion Jones, nhưng trong tháng 10 năm 2007 Jones thừa nhận dùng thuốc tăng cường hiệu suất và đã bị tước tước hiệu. Vào ngày 9 tháng 12 năm 2009, Davis-Thompson cuối cùng đã được trao huy chương vàng.
Sau khi kết thúc sự nghiệp thi đấu của mình, cô đã chuyển qua công tác quản lý thể thao, được bầu vào hội đồng IAAF vào năm 2007.

## Cuộc sống cá nhân
Cô đã kết hôn với vận động viên chạy vượt rào người Jamaica Mark Thompson.
Khi còn là một thiếu niên, cô phải liên tục mặc áo ngực thể thao để đối phó với vóc dáng không chuẩn của mình vào thời điểm đó.